# Iujiulu Chelui
Iujiulu Chelui (em chinês: 郁久閭車鹿會; romaniz.: Yùjiǔlǘ Chēlùhuì) foi o segundo chefe tribal dos rouranos, em sucessão de seu pai Mugulu. Segundo o Livro de Uei, deturpou o nome de seu pai de Mugulu para Iujiulu e passou a usá-lo como nome clânico. Era um homem áspero que começou a adquirir sua própria horda tribal que chamou-se rouranos, mas que estavam sujeitos aos toubas dos xiambeis. Foi sucedido por seu filho Tunugui.